# Эбенезер-Эвери-Хаус
Эбенезер-Эвери-Хаус — дом-музей Эбенезера Эвери, первоначально  располагавшийся на улице Лэтэм-стрит и Темз-стрит в Гротоне, штат Коннектикут, США. Дата постройки неизвестна, но считается, что это был дом Эбенезера Эвери, датируемый 1760-ми годами. Это был дом, куда британцы привезли своих раненых солдат после битвы при Гротон-Хайтс 6 сентября 1781 года. В 1971 году дом был перевезён в  парк штата  «Форт Грисволд Батлфилд» в Гротоне и отреставрирован. Исторический дом-музей находится в ведении Ассоциации Эвери-Мемориал.

## История
Дом Эбенезера Эвери — это 10-комнатный дом, построенный примерно в 1760-х годах. Он принадлежал энсину Эбенезеру Эвери. Первоначально он располагался на Лэтэм-стрит и Тэмз-стрит в Гротоне, штат Коннектикут. Эвери был портным, который 6 сентября 1781 года откликнулся на призыв к битве и отправился защищать форт Грисволд от британского нападения. Битва при Гротон-Хайтс закончилась поражением американцев и смертью подполковника Уильяма Ледьярда. В результате около 100 семей остались без крова.
Часть истории дома Эбенезера Эвери связана с тем, как он использовался после битвы, пока его владелец отсутствовал. Некоторые из раненых в бою были взяты в плен — те, кто не мог идти, включая Стивена Хемпстеда, — и помещены в повозку вместе с остальными, чтобы доставить их на флот. Британские солдаты позволили повозке съехать с холма, где она остановилась, врезавшись в дерево, выбросив нескольких человек из повозки и усугубив их травмы.
Раненых выложили на берег, готовя их к отправке на лодке в Нью-Йорк, но Эбенезер Ледьярд, брат Уильяма Ледьярда, предложил себя в качестве заложника. Британцы отвезли раненых в дом Эбенезера Эвери, разместили там Эбенезера Эвери и других раненых и отпустили их под честное слово. Дом был позже подожжён вместе с находившимися внутри мужчинами и «с трудом потушен». В бою Эвери получил ранение в шею, «которое перерезало жилы и оставило его без сознания, как одного из мертвецов». Хемпстед сказал, что 35 человек были уложены на пол, и британцы оставили их без присмотра и без прикрытия, пока не прибыли доктор Даунер и доктор Прентисс. Эбенезер Эвери выздоровел, но потерял слух и продолжал жить в доме до своей смерти 11 января 1828 года в возрасте 81 года. Пятна крови были еще видны во время столетней годовщины битвы в 1881 году, но теперь их нет. В 1896 году Общество Томаса Старра установило на этом месте мемориальную доску.